# Serra de Cuera

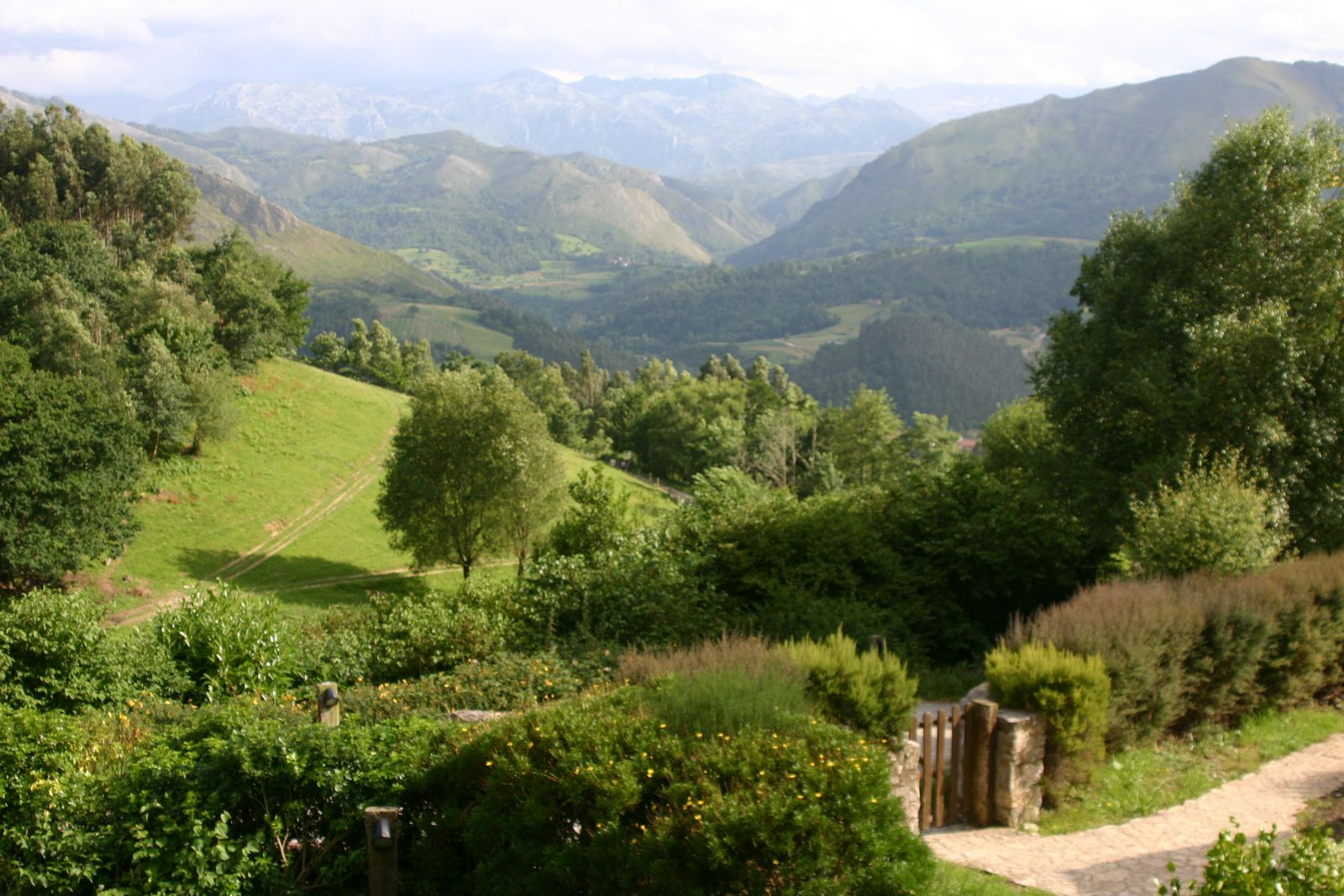
Vista de la serra de Cuera des de la Muntanya Màgica

La serra de Cuera és una serra d'uns 30 km de longitud, a uns 6 quilòmetres del litoral i pràcticament paral·lela a aquest. Està situada en els concejos asturians de Cabrales, Llanes, El Valle Altu de Peñamellera, El Valle Baḥu de Peñamellera i Ribadedeva, sumant una superfície total de 14.994 ha. Aproximadament 133 km² de la seva superfície formen el Paisatge Protegit de la Sierra del Cuera. El seu punt culminant és el Pic Turbina (1.315 m).
Entre els arbres predominen l'alzina, el roure i el faig. Al peu de la serra d'ambdós vessants es troben gran nombre de plantacions d'eucaliptus i pi. La fauna representativa són les rapinyaires, que aprofiten els seus cingles de talaia i zona d'aniuament, entre les quals destaquen el voltor comú, l'astor, el falcó pelegrí i l'aufrany. Entre els mamífers cal destacar el cabirol i senglar que es troben en bon nombre, així com el gat salvatge i la guineu. Actualment no habita cap llop a la serra després que l'últim exemplar fos abatut el gener de 2008.